# Margarita Uria
Margarita Uria Etxebarria (Bilbao, Vizcaya, 28 de abril de 1953) es una abogada, letrada del Gobierno Vasco y política española.
Fue Diputada del Congreso de los Diputados (1996-2008) por el Partido Nacionalista Vasco. Después fue vocal del Consejo General del Poder Judicial (2008-2013). También desempeñó el cargo de directora de la Agencia Vasca de Protección de Datos (2016-2023).

## Biografía
Margarita Uria nació en Bilbao en 1953. Se licenció en Derecho por la Universidad de Deusto.
Entre 1975 y 1980 ejerció la abogacía como profesión liberal. En 1980 obtiene un puesto como funcionaria de letrada de los Servicios Jurídicos del Gobierno Vasco. En 1985 fue nombrada Directora de lo Contencioso del Gobierno Vasco. Permanecerá en este cargo hasta 1996. 
Paralelamente a su carrera en la administración vasca ha sido profesora de Derecho Administrativo en la Facultad de Derecho de Universidad de Deusto y en la Escuela de Práctica Jurídica del Ilustre Colegio de la Abogacía de Bizkaia. 

## Trayectoria política

### Diputada del Congreso
Fue elegida diputada en las elecciones generales de 1996 por la circunscripción de Vizcaya. Ha permanecido en el Congreso de los Diputados durante 12 años, siendo reelegida en otras dos ocasiones. Durante estos años ha formado parte de las comisiones de Justicia e Interior, Constitucional, Régimen de las Administraciones Públicas y Sanidad y Consumo. 
En las elecciones generales de 2008 Uria se presentó como candidata al Senado por Vizcaya. Por primera vez el PNV fue la segunda fuerza más votada en Vizcaya, por detrás del PSOE, por lo que solo obtuvo una de las tres actas de senador a las que optaba. Iñaki Anasagasti dejó a Uría sin escaño al obtener unos pocos miles de votos más.
Tras ese inesperado resultado Uria se incorporó en mayo de 2008 a los servicios jurídicos de la Secretaría General de la Presidencia del Gobierno Vasco, aunque este solo fue un puesto temporal.
El PNV propuso a Margarita Uria como candidata de su confianza al puesto de vocal del Consejo General del Poder Judicial (CGPJ), órgano que llevaba dos años sin renovarse por desacuerdo entre los partidos políticos mayoritarios. Finalmente el PNV logró que Uria fuese incluida en la lista de consenso que acordaron los partidos mayoritarios para renovar el CGPJ y así en septiembre de 2008 fue nombrada vocal del máximo órgano del poder judicial.

### Directora de la Agencia Vasca de Protección de Datos
Nombrada por Decreto 16/2016, de 2 de febrero, de la Presidencia del Gobierno Vasco (BOPV n.º 24 de 5 de febrero de 2016), sustituyendo en el cargo a Iñaki Pariente de Prada (2012-2016).
Desde febrero de 2016 fue la nueva Directora de la Agencia Vasca de Protección de Datos, hasta el año 2023, sucedida por Unai Aberasturi.
La Agencia Vasca de Protección de Datos es el órgano de control en materia de protección de datos de carácter personal en Euskadi.